# Yangdong
Yangdong selo u Gyeongju (hangul: 경주양동민속마을; hanja: 慶州良洞民俗마을) je tradicionalno selo koje potječe iz 15. stoljeća, za vladavine dinastije Joseon (1392. – 1910.), a nalazi se u podnožu planine Seolchang, uz rijeku Hyeongsan u općini Gangdong-myeon, 16 km sjeveroistočno od grada Gyeongjua, pokrajina Sjeverni Gyeongsan (Južna Koreja). Selo svojim položajem i planom predstavlja snažan utjecaj aristokratske konfucijanske kulture ranog Joseon razdoblja, te je ovaj vrijedni spomenik narodne kulture upisan kao 189. nacionalno blago Južne Koreje, a 2010. godine i na UNESCO-ov popis mjesta svjetske baštine u Aziji, zajedno sa selom Hahoe.
Selo je osnovao Son So, vođa klana Wolseong Son, koji je selo organizirao oko svoje vile tako da se fizički i duhovno uklapa u prirodni okoliš u duhu korejske filozofije pungsu (geomancija), i to u obliku znaka han, po kojemu je nazvano jedno od korejskih pisama, hanja ("kinesko pismo"). U njemu su sačuvane i drvene kuće seoskih gospodara, pripadnika klanova Wolseong Son i Yeogang Yu, paviljoni i obrazovne konfucijanske dvorane (koji čine 18 korejskih nacionalnih blaga), ali i skupine blatnih jednokatnica sa slamnatim krovom u kojima je živio običan puk. Sve u svemu u selu ima 160 ovakvih domova, većinom uklopljenih u gustu šumu i nenaseljenih; od njih je 54 sačuvano u izvornom narodnom obliku starom najmanje 200 godina. Ovakvom organizacijom oblik sela naglašava strogu društvenu strukturu feudalnog i klanskog društva dinastije Joseon.
Pjesnici 17. i 18. stoljeća su opjevali ljepote ovih sela okruženih slikovitim planinskim krajolikom sa šumama i rijekama.
- Kuća seoskog gospodara
- Gwangajeong, konfucijanski paviljon
- Konfucijanska akademija
- Jedan obiteljski posjed
- Lončarska radionica

## Vanjske poveznice
- Službena stranica sela Yangdong  Arhivirana inačica izvorne stranice od 10. listopada 2014. (Wayback Machine) (engl.)
- Svjetska baština u Koreji (pdf) (engl.)